# Pseudaspius leptocephalus
Pseudaspius leptocephalus es una especie de peces de la familia de los
Cyprinidae en el orden de los Cypriniformes.

## Morfología
- Los machos pueden llegar alcanzar los 68 cm de longitud total y 3.700 g de peso.[1]

## Hábitat
Es un pez de agua dulce y de clima templado.

## Distribución geográfica
Se encuentra en la  cuenca del río Amur, Sajalín y Mongolia.